# Otto Bruckmeir
Otto Bruckmeir (* 5. April 1887 im Wemding; † 11. Mai 1948 ebenda) war ein deutscher Politiker.
Bruckmeir war Gutsbesitzer, Hotelier und Bierbrauer, nach dem Zweiten Weltkrieg war er ab 1946 Bürgermeister seiner Gemeinde Wemding. 1945 beteiligte er sich an der Gründung der Bayerischen Christlich-Sozialen Union in Wemding, welche wenig später mit der CSU vereinigt wurde. 1946 gehörte er der Verfassunggebenden Landesversammlung in Bayern an.